# 国际商业园
国际商业园（英語：International Business Park，簡稱：IBP），位於新加坡裕廊東，佔地37公頃（91英畝），1992年建立，由裕廊集团負責管理，是新加坡首個商業園區。知名租戶包括宏碁、創新科技、索尼、戴爾、米哈游等國際性高科技公司。